# Liste des oiseaux de l'Arctique
Ceci est une liste des oiseaux typiques ou endémiques de l'Arctique.
| Nom                              | Famille        | Répartition                 | Statut UICN | Image |
| -------------------------------- | -------------- | --------------------------- | ----------- | ----- |
| Arque minuscule                  | Alcidae        | Sibérie et Alaska           |             |       |
| Arque panaché                    | Alcidae        | Sibérie et Alaska           |             |       |
| Barge rousse                     | Scolopacidae   | Eurasie                     |             |       |
| Bécasseau de Baird               | Scolopacidae   | Amérique du Nord            |             |       |
| Bécasseau à col roux             | Scolopacidae   | Sibérie                     |             |       |
| Bécasseau à croupion blanc       | Scolopacidae   | Amérique du Nord            |             |       |
| Bécasseau à échasses             | Scolopacidae   | Amérique du Nord            |             |       |
| Bécasseau falcinelle             | Scolopacidae   | Eurasie                     |             |       |
| Bécasseau maubèche               | Scolopacidae   | répandu                     |             |       |
| Bécasseau minute                 | Scolopacidae   | Eurasie                     |             |       |
| Bécasseau à poitrine cendrée     | Scolopacidae   | Sibérie et Amérique du Nord |             |       |
| Bécasseau roussâtre              | Scolopacidae   | Amérique du Nord            |             |       |
| Bécasseau sanderling             | Scolopacidae   | répandu                     |             |       |
| Bécasseau de Temminck            | Scolopacidae   | Eurasie                     |             |       |
| Bécasseau variable               | Scolopacidae   | répandu                     |             |       |
| Bécasseau violet                 | Scolopacidae   | Atlantique nord             |             |       |
| Bécassin à long bec              | Scolopacidae   | Sibérie et Alaska           |             |       |
| Bernache de Hutchins Oiseaux.net | Anatidae       | Amérique du Nord            |             |       |
| Bernache nonnette                | Anatidae       | Groenland et Europe         |             |       |
| Bruant des neiges                | Calcariidae    | répandu                     |             |       |
| Courlis esquimau                 | Scolopacidae   | Canada                      |             |       |
| Cravant                          | Anatidae       | répandu                     |             |       |
| Eider à duvet                    | Anatidae       | répandu                     |             |       |
| Eider à lunettes                 | Anatidae       | Sibérie et Alaska           |             |       |
| Eider de Steller                 | Anatidae       | Eurasie et Alaska           |             |       |
| Eider à tête grise               | Anatidae       | répandu                     |             |       |
| Fulmar boréal                    | Procellariidae | répandu                     |             |       |
| Goéland arctique                 | Laridae        | Amérique du Nord            |             |       |
| Goéland bourgmestre              | Laridae        | répandu                     |             |       |
| Guillemot de Brünnich            | Alciidae       | répandu                     |             |       |
| Guillemot à miroir               | Alciidae       | répandu                     |             |       |
| Harfang des neiges               | Strigidae      | répandu                     |             |       |
| Grand Labbe                      | Stercorariidae | Atlantique nord             |             |       |
| Labbe à longue queue             | Stercoraciidae | répandu                     |             |       |
| Labbe parasite                   | Stercoraciidae | répandu                     |             |       |
| Labbe pomarin                    | Stercorariidae | répandu                     |             |       |
| Mergule nain                     | Alcidae        | répandu                     |             |       |
| Mouette blanche                  | Laridae        | répandu                     |             |       |
| Mouette des brumes               | Laridae        | Mer de Bering               |             |       |
| Mouette rosée                    | Laridae        | répandu                     |             |       |
| Mouette de Sabine                | Laridae        | répandu                     |             |       |
| Oie empereur                     | Anatidae       | Sibérie et Alaska           |             |       |
| Oie naine                        | Anatidae       | Eurasie                     |             |       |
| Oie des neiges                   | Anatidae       | Amérique du Nord            |             |       |
| Oie rieuse                       | Anatidae       | répandu                     |             |       |
| Oie de Ross                      | Anatidae       | Canada                      |             |       |
| Phalarope à bec large            | Scolopacidae   | répandu                     |             |       |
| Plectrophane lapon               | Calcariidae    | répandu                     |             |       |
| Plongeon arctique                | Gaviidae       | Eurasie                     |             |       |
| Plongeon à bec blanc             | Gaviidae       | répandu                     |             |       |
| Pluvier argenté                  | Charadriidae   | répandu                     |             |       |
| Pluvier fauve                    | Charadriidae   | Sibérie                     |             |       |
| Sizerin blanchâtre               | Fringillidae   | répandu                     | -           |       |
| Sterne arctique                  | Laridae        | répandu                     |             |       |
| Tournepierre à collier           | Scolopacidae   | répandu                     |             |       |
| Tournepierre noir                | Scolopacidae   | Alaska                      |             |       |